# (1353) Maartje
(1353) Maartje – planetoida z pasa głównego asteroid okrążająca Słońce w ciągu 5 lat i 83 dni w średniej odległości 3,01 au. Została odkryta 13 lutego 1935 roku w Leiden Station w Johannesburgu przez Hendrika van Genta. Nazwa planetoidy pochodzi od imienia córki B. G. Mekkinga, asystenta w Sterrewacht Leiden. Przed nadaniem nazwy planetoida nosiła oznaczenie tymczasowe (1353) 1935 CU.

## Nazewnictwo
Ta mniejsza planeta otrzymała swoją nazwę na cześć Maartje (Nin) Marii Lindenburg Mekking (1924–2007), córki BG Mekkinga (1903–1971), który był komputerem orbitalnym w Obserwatorium w Lejdzie. Oficjalne uzasadnienie dotyczące nadania nazwy zostało udostępnione w książce "The Names of the Minor Planets" autorstwa Paula Hergeta w 1955 roku (H 123).